# Cambembe
 Cambembe é uma vila angolana que se localiza na província de Uíge.